# Ульянов, Игорь Вадимович
Игорь Вадимович Ульянов (27 июля 1940, пос. Сергеевка, Кустанайский район, Кустанайская область, Казахская ССР) — министр связи Казахской ССР — Республики Казахстан.

## Биография
Ульянов Игорь Вадимович родился 27 июля 1940 в посёлке Сергеевка Кустанайского района Кустанайской области.

### Образование
В 1971 году окончил Новосибирский электротехнический институт связи по специальности «инженер электросвязи» (заочно).

### Трудовая деятельность
Трудовую деятельность начал в 1960 году техником, затем работал инженером, начальником цеха Кустанайского городского узла связи, главным инженером, начальником управления, а впоследствии начальником Кустанайского областного производственно-технического управления связи (1960–1986).
В 1986–1987 годах — первый заместитель министра связи Казахской ССР.
В марте 1987 года назначен министром связи Казахской ССР, впоследствии — Республики Казахстан. Занимал должность до июня 1994 года.
С июня 1994 по апрель 1995 года — президент Национальной акционерной компании «Казахтелеком».
В 1995–1996 годах — генеральный директор департамента по строительству объектов телекоммуникационной инфраструктуры при НАК «Казахтелеком».
В июне 1996 года эмигрировал в Россию, где продолжил карьеру в системе «Ростелекома», заняв пост первого заместителя директора филиала по строительству объектов междугородней и международной связи (СОМЭС) АООТ «Ростелеком».

## Общественная деятельность
Депутат Верховного Совета Казахской ССР 11-го созыва.

## Награды и звания
- Орден Трудового Красного Знамени
- Две медали
- Почётное звание «Мастер связи СССР»

## Семья
Женат. Имеет сына и внучку.